# Drosera pallida
Drosera pallida es una especie de planta perenne, trepadora y tuberosa del género de plantas carnívoras Drosera. 

## Descripción
Produce pequeñas hojas carnívoras en grupos de tres a lo largo de los tallos que pueden tener  0,3-1,8 m  de alto. Las flores son blancas y florecen de julio a noviembre.

## Distribución y hábitat
Es endémica de Australia Occidental donde y crece en bancos de arena, brezales, o cerca de lagos en la llanura costera en la arena profunda o laterita. 

## Taxonomía
Fue descrita por primera vez por John Lindley en su trabajo de 1839, A sketch of the vegetation of the Swan River Colony.  no. 87. 1839.
Etimología
Drosera: tanto su nombre científico –derivado del griego δρόσος (drosos): "rocío, gotas de rocío"– como el nombre vulgar –rocío del sol, que deriva del latín ros solis: "rocío del sol"– hacen referencia a las brillantes gotas de mucílago que aparecen en el extremo de cada hoja, y que recuerdan al rocío de la mañana.
pallida: epíteto latino que significa "pálida".
Sinonimia
- Sondera pallida (Lindl.) Chrtek & Slavíková, Novit. Bot. Univ. Carol. 13: 44 (1999 publ. 2000).[6]